# Большая печать Франции

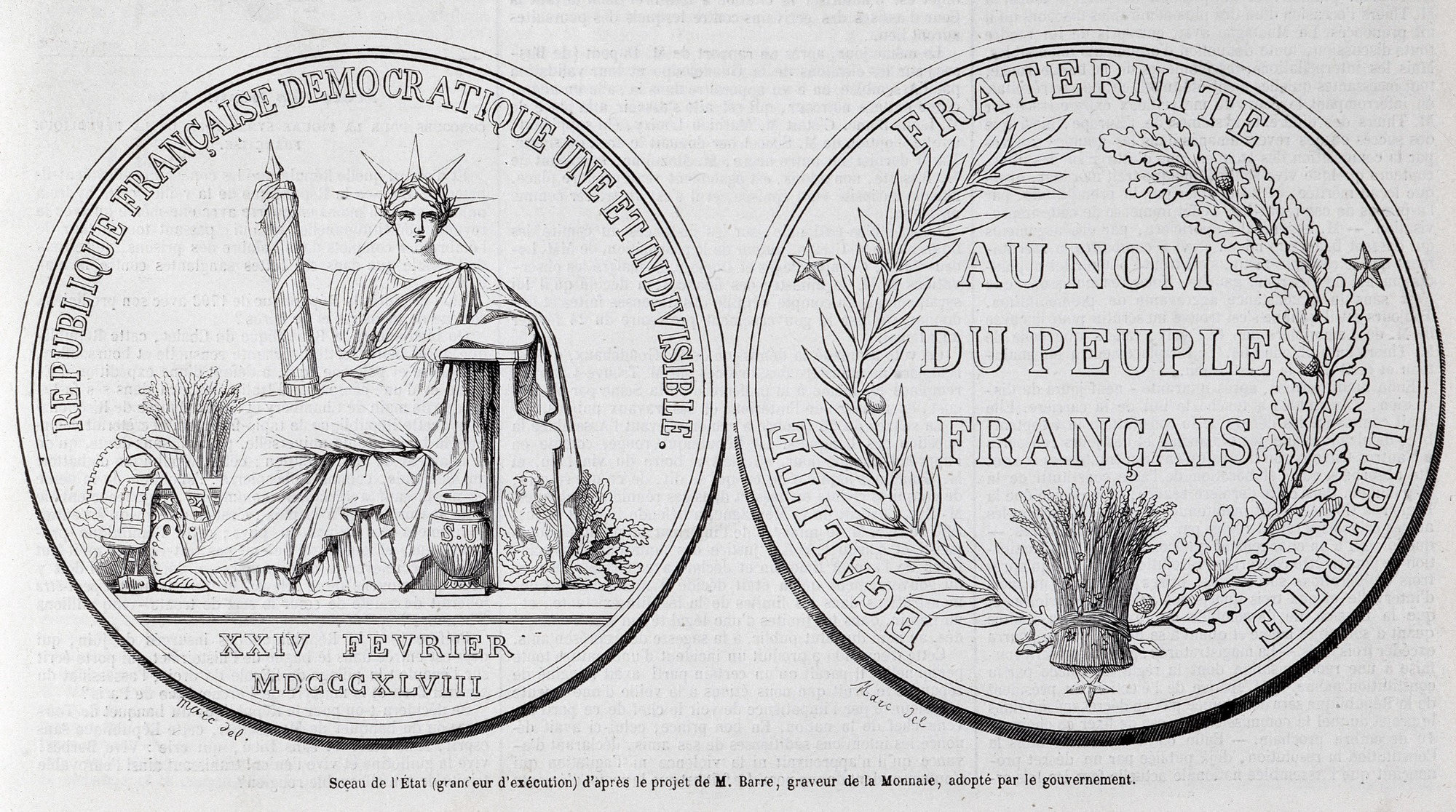
Большая печать Франции

Большая печать Франции (фр. Grand sceau de la République Française) — государственная эмблема, используемая для подтверждения подлинности документов, выпущенных правительством Французской Республики.
Официальным хранителем Большой печати является министр юстиции Франции.
Рисунок аверса Большой печати Франции также используется в печатях дипломатических представительств Франции для заверения документов и удостоверения виз.

## Описание
Большая печать Франции — двусторонняя.
На лицевой части печати изображена Свобода, представленная в облике богини Гекаты. Свобода сидит на троне, в тоге и в семилучевом венке, ноги босые. В правой руке она держит фасции, левой рукой она держит кормило корабля. На указанном кормиле имеется изображение галльского петуха, опирающегося правой лапой на земной шар. У подножия трона с правой стороны от кормила, расположена ваза с буквами «S U», что означает Suffrage Universel (всеобщее избирательное право). С правой стороны от трона, на заднем плане, палитра, сноп пшеницы и плуг. Слева, за кормилом расположены дубовые листья. По кругу нанесена надпись «République Française democratique une et indivisible» (Республика Французская демократическая, единая и неделимая). В нижней части печати выгравировано «24 FEV. 1848»
На оборотной части печати, в центре изображение надписи «A NOM DU PEUPLE FRANÇAIS» (Именем французского народа), помещенное в лавровый венок. По краю расположен девиз Франции « ÉGALITÉ, FRATERNITÉ, LIBERTÉ» (Равенство, братство, свобода)

## История создания
История создания Большой печати Франции восходит ко Второй республике. На этот факт недвусмысленно указывает надпись в нижней части печати «24 FEV. 1848». Как известно, 24 февраля 1848 года было объявлено днем революции и датой создания Второй республики.
18 сентября 1848 года национальным собранием Франции издан указ о создании Большой печати Франции. Работа была поручена граверу Жак-Жану Барре.
Начиная с 1878 года из печати была убрана надпись «24 FEV. 1848».